# Pygidiaspis cedri
Pygidiaspis cedri är en insektsart som först beskrevs av Green 1915.  Pygidiaspis cedri ingår i släktet Pygidiaspis och familjen pansarsköldlöss. Inga underarter finns listade i Catalogue of Life.